# Cécile Renault
Cecile Renault (1774 v Paříži – 17. června 1794 tamtéž) byla dívka popravená za Francouzské revoluce za údajný pokus o atentát na Maximiliena Robespierra.

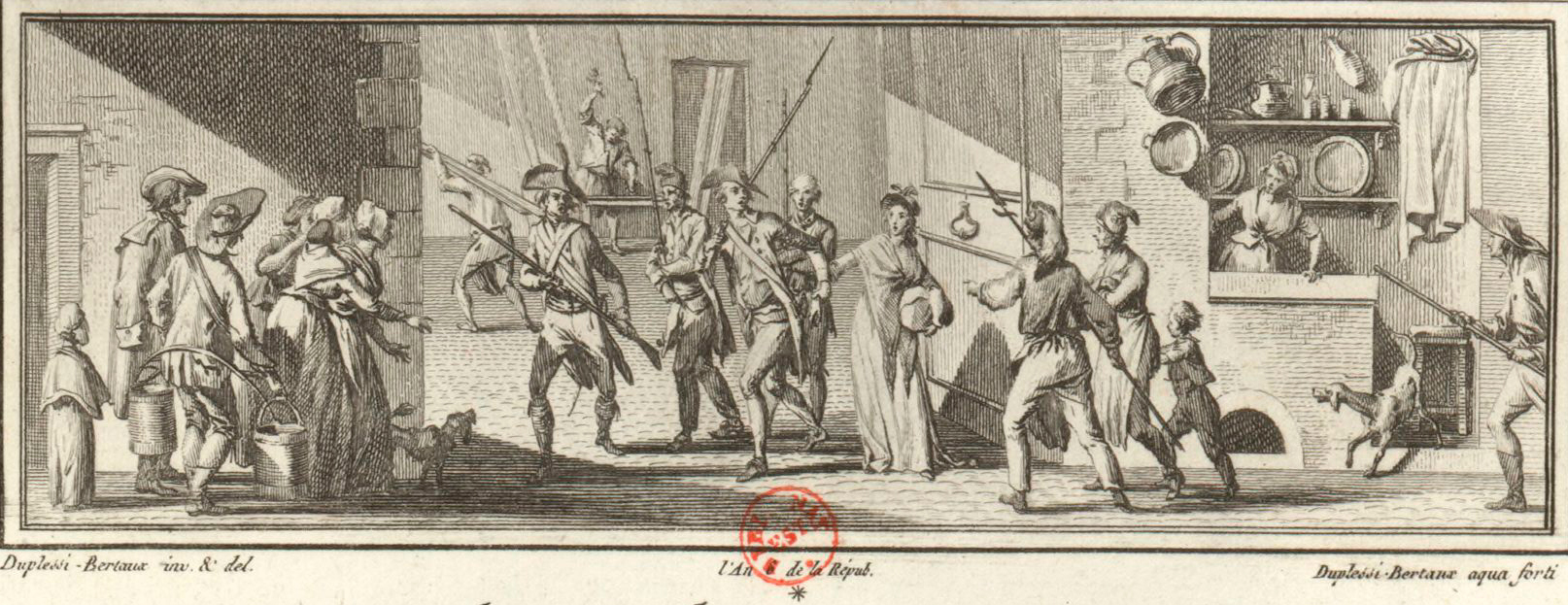
Zatčení Cecilie Renaud dne 22. května 1794 před Robespierrovým bytem na rue (Saint) Honoré, kde žil od července 1791 až do své smrti. V pozadí vpravo jsou vidět tovaryši tesaře Maurice Duplaye při práci.

Není jasné, zda Cécile Renault skutečně plánovala tento útok. Jisté je, že 22. května 1794 požádala o vstup do Robespierrova bytu. Na otázku, co u Robespierra hledá, odpověděla, že chce vidět, „jak vypadá tyran“. Mezi jejími věcmi byl nalezen malý kapesní nůž. To v období teroru stačilo na rozsudek smrti.
Dne 17. června 1794 byla dovezena na popraviště v červené košili. Toto oblečení bylo určeno otcovrahům. Příkaz k tomuto opatření, jehož záměrem bylo znevážit Robespierra mezi lidmi, přišel přímo od Bezpečnostního výboru, ve kterém byla většina proti Robespierrovi, který byl členem Výboru pro veřejné blaho.